# Centriol

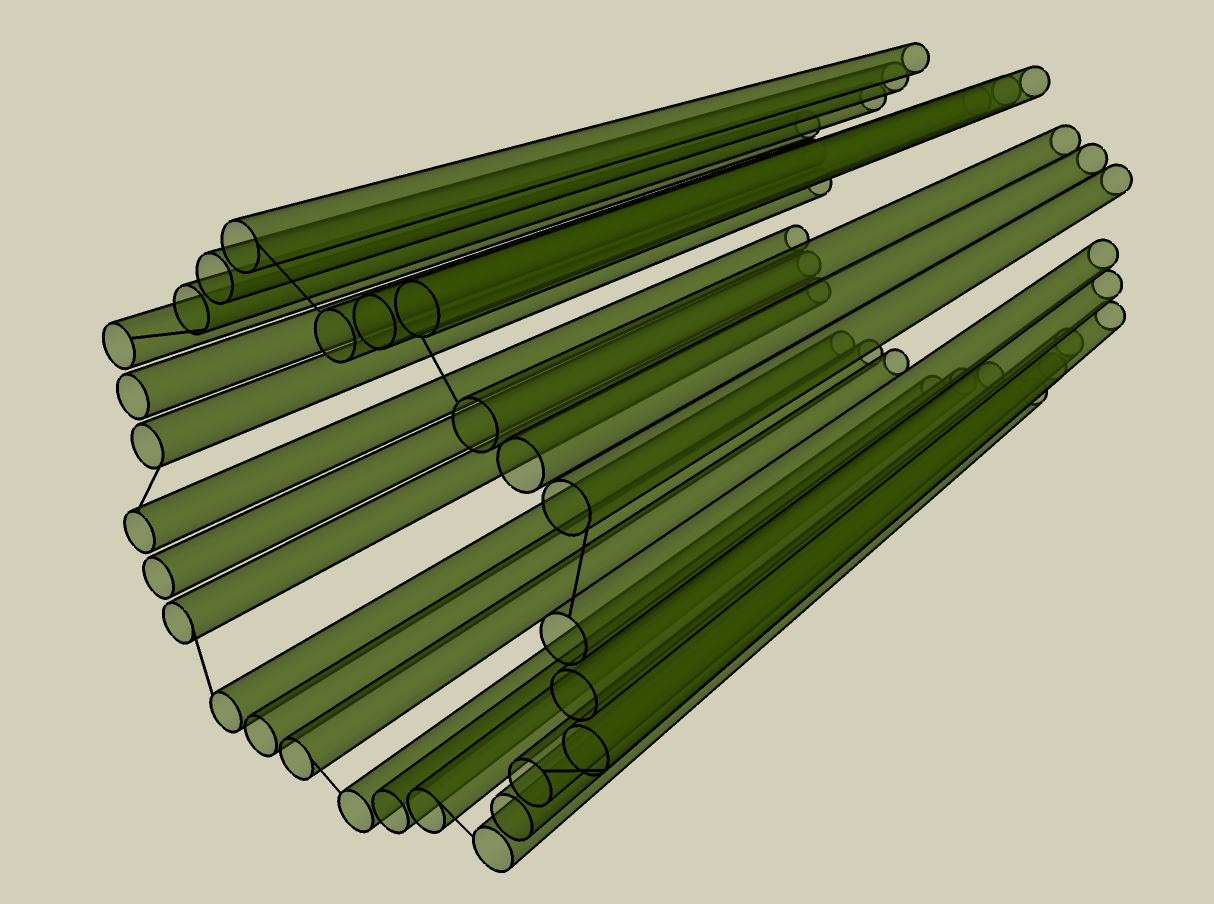
En illustration av en centriol

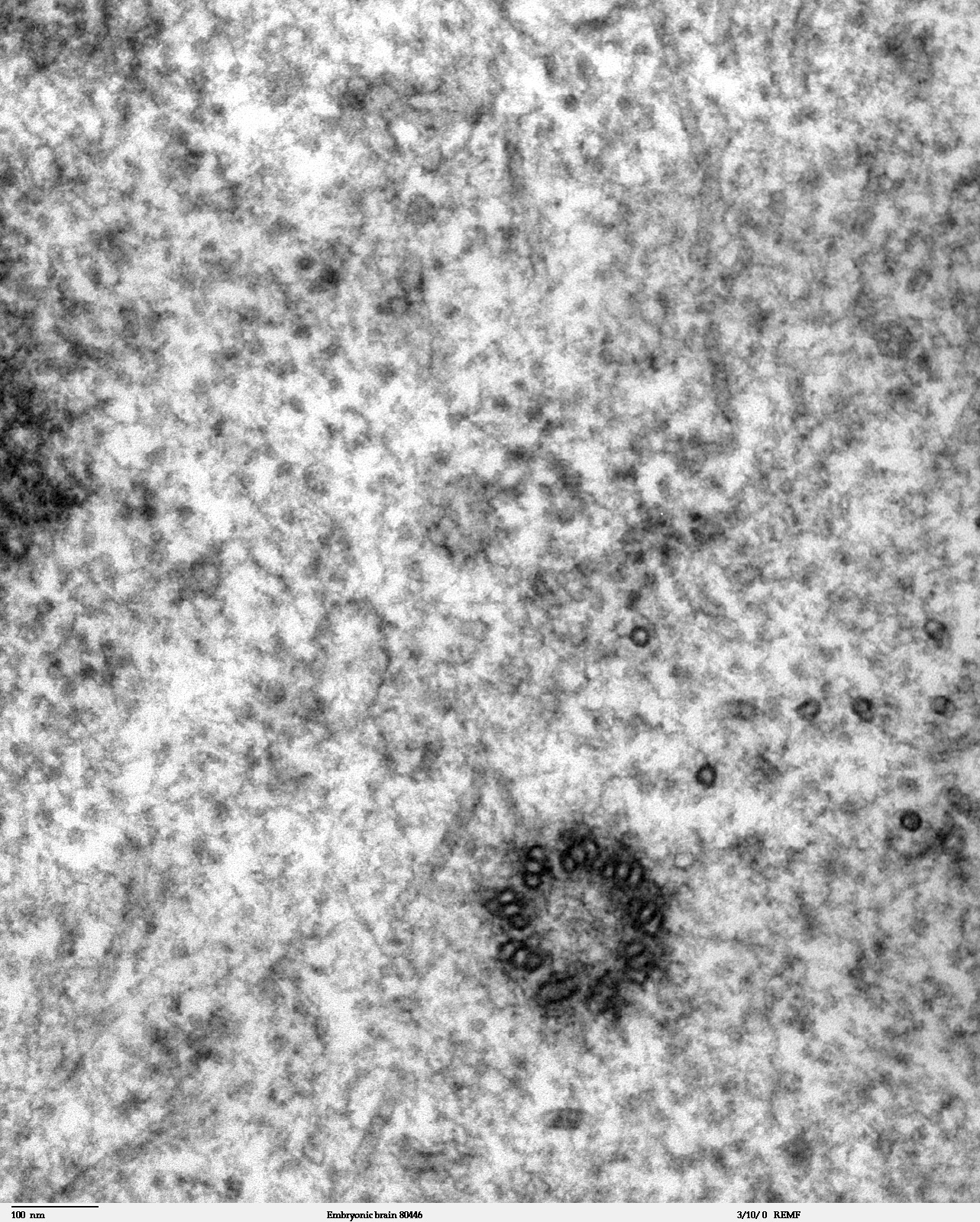
En centriol från ett musembryos hjärna, centriolen är den mörka ringen (uppbyggd av 9st grupper av tre sammansatta mikrotubuli)

Centrioler är en organell som förekommer i cellerna hos djur och vissa former av svampar och alger. Centriolerna förekommer oftast parvis och har betydelse för bildningen av kärnspolen som ansvarar för isärdragningen av kromosomerna vid celldelningen. Centrioler är uppbyggda av mikrotubuli vilka i sin tur är uppbyggda av proteiner. Nio grupper, vardera gjorda av tre sammansatta mikrotubuli, bildar vad man kallar en centriol.